# Angraecum humile
Angraecum humile är en orkidéart som beskrevs av Victor Samuel Summerhayes. Angraecum humile ingår i släktet Angraecum och familjen orkidéer. Inga underarter finns listade i Catalogue of Life.